# OÖ Seilbahnholding
Die OÖ Seilbahnholding GmbH ist die Holding, in der die Beteiligungen des Landes Oberösterreich an Tourismusinfrastruktur organisiert ist.

## Geschichte
Im Unterschied zu den Tourismushochburgen etwa in Tirol und Salzburg war das Land Oberösterreich nach dem Krieg maßgeblich an der Entwicklung des Wintersports beteiligt, so etwa als Minderheitsgesellschafter bei der Gründung im Jahr 1947 der Dachstein Tourismus AG mit Bund und dem Land Steiermark, und mit einem örtlichen Unternehmen bei der Grünbergseilbahn 1955 als frühes Public-Private-Partnership-Projekt, ebenso in der Ausbauphase der 1980er im Dachsteingebiet.
1999/2000 wurde dann im Zuge der Entstaatlichungsmaßnahmen die Seilbahnbetrieben in Hinterstoder und Spital am Pyhrn teilprivatisiert und an die Schröcksnadel-Gruppe übergeben.
Dieselben Investoren übernahmen 2000 auch die Hochficht Bergbahnen im Mühlviertel, die seit 1965 mit den Prämonstratensern Schlägl betrieben worden waren.
September 2005 wurde dann die OÖ Seilbahnholding für alle verbliebenen tourismusrelevanten Beteiligungen geschaffen, und in die OÖ Landesholding, die Gesamt-Beteiligungsstruktur der Landes, eingegliedert. Ursprünglich nur für die Seilbahnbeteiligungen vorgesehen, betreut sie heute die meisten Beteiligungen des Landes in der Branche, auch andere Einrichtungen (Gastgewerbe, Reisebüro) – die Heilbäder sind aber in einer eigenen Gruppe, der OÖ Thermenholding angesiedelt, und der Nationalpark OÖ Kalkalpen der Landesholding direkt unterstellt. Parallel wurde die Förderungsstrategie von Subvention der Unternehmen auf Ausbau der regionalen Rahmenbedingungen verändert.
Sie agiert vorrangig im Salzkammergut. Mit etwa einer Million Gästen jährlich in der Firmengruppe gehört die Seilbahnholding heute zu den größten Touristikbetrieben in Oberösterreich.

## Aufgaben und Unternehmen
Unternehmensziel ist „die Bereitstellung von Dienstleistungen für die operative und strategische Führung von Seilbahn- und Liftanlagen in den Beteiligungsgesellschaften.“ Dabei folgt sie den Vorgaben des oberösterreichischen Landestourismuskonzept (Kursbuch Tourismus Oberösterreich).
Organisiert ist sie in der Rechtsform einer Gesellschaft mit beschränkter Haftung, mit der OÖ Landesholding als einziger Gesellschafterin.
Angesiedelt ist die Holding in Gmunden, im Toskanapark.
Unter der Branchenholding angesiedelt sind folgende Unternehmen und Marken (Stand 2011/12):
- Dachstein Tourismus AG (DAG, Dachstein & Eishöhlen) – führt Seilbahnen und Lifte sowie Gastronomiebetriebe im Dachsteingebiet, UNESCO Welterberegion; Sitz Gosau (ca. 79 %, Rest Salinen Austria, Bundesforste, Gosauer Seilbahnen)[B 1]
  - Skiregion Dachstein-West
  - Freesports Arena Krippenstein
  - Dachstein Eishöhlen
- Traunsee Touristik GmbH Nfg. & Co KG – führt Tourismusinfrastruktur am Traunsee; Sitz Gmunden (100 % OÖ Seilbahnholding/Landesholding)[B 2][9]
  - Toscana Congress Gmunden
  - Feuerkogel-Seilbahn
  - Grünbergseilbahn
- Hinterstoder-Wurzeralm Bergbahnen AG; Sitz Hinterstoder (Anteile ca. 16 %, 53,9-%-Mehrheit Schröcksnadel-Gruppe)

Wichtigste Partner sind die Oö. Tourismus, die Tourismusorganisation des Landes, und die Salzkammergut Tourismus, der Verband der Gemeinden, insbesondere die Tourismusverbände Dachstein Salzkammergut (Region Inneres Salzkammergut) und Ferienregion Traunsee.